# Ikigami
Ikigami (jap. イキガミ) – manga autorstwa Motoro Mase, publikowana na łamach magazynu „Shūkan Young Sunday” wydawnictwa Shōgakukan od stycznia 2005 do lipca 2008. Następnie została przeniesiona do czasopisma „Shūkan Big Comic Spirits”, gdzie ukazywała się od września 2008 do lutego 2012. Na jej podstawie powstał film live action z 2008 roku w reżyserii Tomoyukiego Takimoto.
Polski przekład mangi ukazał się nakładem wydawnictwa Hanami.

## Fabuła
W celu zwiększenia dobrobytu i produktywności obywateli, rząd wprowadza szczepienia dla uczniów pierwszych klas szkół podstawowych. Jednak w niewielkim odsetku z nich znajduje się nanokapsułka, która powoduje śmierć biorcy w wieku od 18 do 24 lat. Zdaniem rządu ma to zachęcić ludzi do większej aktywności w życiu codziennym. Rodzinie zmarłego, uznanego za bohatera, przyznawana jest renta, chyba że młody człowiek okaże się niegodny, popełniając przestępstwa przed wyznaczoną śmiercią. Historia opowiada o Kengo Fujimoto, 24-letnim urzędniku, którego zadaniem jest doręczanie obywatelom zawiadomień o śmierci zwanych ikigami, tylko na 24 godziny przed ich planowaną śmiercią.

## Manga
Seria była publikowana w magazynie „Shūkan Young Sunday” od 27 stycznia 2005 do 31 lipca 2008, kiedy to zaprzestano publikacji czasopisma. Następnie manga została przeniesiona do „Shūkan Big Comic Spirits”, gdzie ukazywała się od 6 września 2008 do 6 lutego 2012. Wydawnictwo Shōgakukan zebrało jej rozdziały w 10 tankōbonach, wydanych między 5 sierpnia 2005 a 30 marca 2012.
W Polsce prawa do dystrybucji mangi nabyło wydawnictwo Hanami.
| Nr | Język japoński    | Język japoński         | Język polski     | Język polski           |
| Nr | Data wydania      | ISBN                   | Data wydania     | ISBN                   |
| -- | ----------------- | ---------------------- | ---------------- | ---------------------- |
| 1  | 5 sierpnia 2005   | ISBN 978-4-09-153281-7 | czerwiec 2010    | ISBN 978-83-60740-45-3 |
| 2  | 5 kwietnia 2006   | ISBN 978-4-09-153281-7 | wrzesień 2010    | ISBN 978-83-60740-46-0 |
| 3  | 28 grudnia 2006   | ISBN 978-4-09-151149-2 | listopad 2010    | ISBN 978-83-60740-47-7 |
| 4  | 5 września 2007   | ISBN 978-4-09-151227-7 | kwiecień 2011    | ISBN 978-83-60740-48-4 |
| 5  | 2 maja 2008       | ISBN 978-4-09-151332-8 | październik 2011 | ISBN 978-83-60740-66-8 |
| 6  | 28 listopada 2008 | ISBN 978-4-09-151405-9 | luty 2012        | ISBN 978-83-60740-67-5 |
| 7  | 30 września 2009  | ISBN 978-4-09-151473-8 | kwiecień 2012    | ISBN 978-83-60740-73-6 |
| 8  | 30 lipca 2010     | ISBN 978-4-09-151496-7 | październik 2012 | ISBN 978-83-60740-74-3 |
| 9  | 30 czerwca 2011   | ISBN 978-4-09-151526-1 | kwiecień 2013    | ISBN 978-83-60740-77-4 |
| 10 | 30 marca 2012     | ISBN 978-4-09-151536-0 | lipiec 2013      | ISBN 978-83-60740-80-4 |

## Film live action
W oparciu o mangę powstał film live action w reżyserii Tomoyukiego Takimoto. Jego premiera odbyła się 27 września 2008.

## Odbiór
Seria była nominowana podczas Międzynarodowego Festiwalu Komiksu w Angoulême. W maju 2009 manga liczyła ponad 1 milion egzemplarzy w obiegu w Japonii.